# Safi (Malta)
Safi (oder Ħal Safi) ist ein Dorf mit 2403 Einwohnern (Stand 31. Dezember 2020) im Südosten der Insel Malta, nahe Birżebbuġa.

## Geschichte
Es gibt nur wenige Quellen über die Ursprünge von Safi. Allerdings nimmt man aufgrund der Funde an, dass vor Tausenden von Jahren jungsteinzeitliche Menschen ihre Häuser im Gebiet des heutigen Dorfes Safi bauten. Die Phönizier und die Römer lebten viele Jahre später auch hier.
Die Gründung des Dorfes, wie wir es heute kennen, liegt etwa 700 Jahre zurück. Safi war von vier anderen größeren Dörfern umgeben. Die Bauern trafen sich hier, um sich auf ihrem Weg nach Hause zu unterhalten. Später wurde ein Standbild aufgestellt, und das war der Anfang eines neuen Dorfes, da viele Leute in der Nachbarschaft siedelten.
1419 kannte man das Dorf bereits als Ħal Safi. Nach der Aufzeichnungen der Armee waren 1419 zwischen 80 und 90 Leute als Einwohner registriert. Die Hauptbeschäftigung der Einwohner war die Landwirtschaft, besonders die Zucht von Schafen und Ziegen und der Feldbau.
Den Ursprung des Dorfnamens kennt man nicht. Einige Geschichtsforscher meinen, er kommt von der sauberen (malt.: safi) Luft im Dorf. Andere denken, der Name kommt daher, dass bei einer Epidemie im ganzen Land in Safi keiner infiziert war. Sowohl das Wappen (ein hellblauer Streifen auf silbernem Grund) als auch das Motto (Sine Macula, dt.: ohne Makel) weisen auf die Namensbedeutung hin.

## Erhebung zur selbständigen Gemeinde
Viele Jahre lang war Ħal Safi ein Teil von Bir Miftuħ. Jedoch wollten die Einwohner unabhängig sein, weil das andere Dorf zu weit weg war. Stattdessen wollten sie sich der Gemeinde Żurrieq anschließen, die wenigstens etwas näher lag. Als 1575 Monsignor Petrus Dusina zu Besuch war, brachten die Einwohner ihren Wunsch vor. Ihnen wurde aber kein Gehör geschenkt.
Schließlich beschloss Bischof Gargallo 1592 die Orte Ħal Safi, Imqabba und Ħal Kirkop von Bir Miftuħ abzutrennen. Aus den drei Dörfern formte er eine Gemeinde. Carl Taliana aus Luqa wurde der erste Pfarrer. Die Einwohner von Safi waren mit der neuen Situation allerdings immer noch nicht zufrieden, da sie lange Wege in Kauf nehmen mussten, wenn sie die Pfarrkirche Saint James in Ħal Kirkop zur Feier der Sakramente, wie der Heiligen Kommunion oder einem Begräbnis, besuchen wollten.
Als die Einwohner von Safi in Erfahrung brachten, dass eine neue Kirche in Ħal Kirkop gebaut werden sollte, weigerten sie sich, dafür Geld zu spenden.
1598 besuchte eine Delegation von 12 Einwohnern Safis Bischof Gargallo. Im Namen aller Einwohner übergaben sie ihm eine Petition, die verlangte, dass das nun 210 Seelen zählende Dorf eine eigene Pfarrgemeinde werden sollte. Diesmal stimmte der Bischof zu. So wurde im April 1598 vor dem Notar Debono ein entsprechender Vertrag geschlossen.
Gemäß der Vereinbarung mussten die Einwohner von Safi dem Ortspfarrer jedes Jahr zum Fest der Bekehrung des hl. Paulus einen Geldbetrag bezahlen. Als erster Pfarrer wurde Ġwann Mizzi bestellt. Bereits nach drei Monaten wurde er allerdings zum Pfarrer von Imqabba befördert. So übernahm Marjanu Xiriħa seine Aufgaben in Safi.
In diesen Jahren gab es 5 Kapellen in Safi. Die größte – dem hl. Paulus geweiht – wurde zur Pfarrkirche. Als Erinnerung an die Erhebung zur eigenen Kirchengemeinde wurde eine Glocke gekauft. Bildnisse des hl. Petrus und des hl. Paulus wurden zusammen mit der Inschrift „Sancte Paule Ora Pro Nobis“ eingraviert. Die anderen vier Kapellen waren folgen Heiligen geweiht: Agatha, Mariae Himmelfahrt, und zweimal Mariae Geburt. Nur noch die Kapelle Mariae Himmelfahrt ist heute erhalten; sie wurde 1761 wiederaufgebaut.

## Das Dorffest
1575 wurde bereits ein kleines Fest für den hl. Paulus in der Kirche gefeiert. 1725 machte die sache große Fortschritte, da auch die Feiern vor der Kirche größer ausfielen. 1840 wurde zum ersten Mal eine Statue durch die Straßen getragen. In diesem Jahr wurden die Feierlichkeiten bestens organisiert. Sie schlossen Feuerwerk, Masken, Musikkapellen und liturgischen Zeremonien ein. Ab diesem Jahr wurden die Musikkapellen ein fester Bestandteil des Festes und 1874 gab es sogar eine eigene Bühne für die Band. Da die Festlichkeiten jedes Jahr noch größere Ausmaße annahmen, wurde 1929 ein Band Club gegründet.
Die beiden größten Dorffeste wurden 1960 und 1984 gefeiert. 1960 erinnerte man an die Landung des hl. Paulus auf der Insel, 1984 an die Stiftung der Paulskirche. Pilgerfahrten, Festreden, Chorauftritte, Auftritte von Musikkapellen und Feuerwerke wurden organisiert, um an den Jahrestag zu erinnern.
Bis 1959 feierte man am 25. Januar. Ab 1960 verlegte man das Fest wegen des meist schlechten Wetters im Januar auf den letzten Sonntag im August.
Im Jahr 1971 wurde eine neue Hymne gespielt. Ihr Text wurde von P. Callus geschrieben und die Melodie stammte von Monsignore A. Muscat Azzopardi. 1981 entstand eine weitere Hymne, von J. Żerafa (Text) und Monsignore E. Bugeja (Musik).
Als Fr. Michael Agius das Priesteramt übernahm, wurden die Festaktivitäten weiter vergrößert. Auf Initiative des St. Paul’s Band Club wurde ein neuer Marsch für den Freitagabend dem Programm hinzugefügt. Am Sonntagmorgen wurde ein weiterer Marsch eingefügt. Und die Feuerwerker organisierten noch einen Marsch für den Sonntagabend. Genauso wurden die Dekorationen verschiedener Straßen und des Hauptplatzes für dieses religiöse Fest mit Lichtern und Fahnen verstärkt.
Der Tag nach dem Paulsfest gilt als Ferientag für alle Einwohner. Die meisten, die an der „Xalata“ teilnehmen, gehen in der Armier Bay schwimmen.

## Öffentliches Leben
In der Vergangenheit waren die meisten Einwohner von Safi in der Landwirtschaft beschäftigt. Andere waren Soldaten. Es gab aber auch Seeleute, Maurer, Steinmetze, Anstreicher, und ein ziemlicher Teil der Einwohner waren Straßenarbeiter.
Bald nach dem Zweiten Weltkrieg verließen viele Bauern ihre Felder und wurden Staatsangestellte. Heute sind die Berufe vielfältiger; es gibt Verwaltungsbeamte, Büroangestellte, Werft- und Fabrikarbeiter. Zusätzlich findet man viele Selbständige und Arbeitgeber. In der letzten Zeit stieg auch die Zahl der Universitätsabgänger, die Ärzte, Rechtsanwälte, Lehrer, Buchhalter oder Manager wurden. Landwirtschaft wird heute meistens im Nebenerwerb betrieben, und für viele ist es eher ein Hobby als ein Lebensunterhalt.
Ende des Zweiten Weltkrieges wurden die Straßenlaternen und Trinkwasserbrunnen nicht mehr gebraucht, da stattdessen die öffentlichen Dienstleistungen, wie Elektrizität, Abwasserreinigung, Post und Telefon, Leitungswasser etc. verbessert wurden. 1962 begann man mit dem Bau einer neuen, modernen Schule, die die alte in der St. Paul’s Street ersetzte.
In den 1980er-Jahren entstand ein neues Spielfeld an der neuen Schule, das 2000 mit Kunststoffbelag versehen wurde. 1986 wurde eine neue Klinik in der St. George’s Street eingeweiht. Außerdem steigen die Zahlen der Wohnhäuser und der Einwohner ständig. Auch die Einkaufsmöglichkeiten verbesserten sich in den letzten Jahren. Die üblichsten Familiennamen in Safi sind Busuttil und Żammit.
Die alten Straßen des Dorfes wurden alle nach Heiligen benannt, die neueren bekommen aber andere Namen.
Wie viele Dörfer haben auch die Einwohner von Safi niemanden in der Regierung der Republik Malta. Sie 1994 hat Safi seinen eigenen Gemeinderat, der nun viel mehr Projekte für die Bevölkerung realisiert als dies vorher der Fall war.